# Шарма, Алок
Алок Шарма, барон Шарма (англ. Alok Sharma, Baron Sharma; род. 7 сентября 1967, Агра) — британский политик индийского происхождения, пожизненный пэр, министр международного развития (2019—2020), министр бизнеса, энергетики и промышленной стратегии (2020—2021).

## Биография

### Ранние годы
Родился 7 сентября 1967 года в Агре, сын ветеринара Према Шарма и Шилы Шарма. Учился на родине в государственной школе, а также короткое время — в Уелхэмской школе для мальчиков в долине Дун. Когда Алоку исполнилось 5 лет, родители переехали с ним и с дочерью Арчаной в Рединг.
В 1988 году окончил Солфордский университет со степенью бакалавра наук по физике.
Впоследствии получил квалификацию бухгалтера, работал в частной банковской сфере, возглавлял в аналитическом центре Bow Group комитет по экономическим вопросам.

### Политическая карьера
В 2010 году победил на парламентских выборах в округе Западный Рединг с результатом 43,2 % (лейборист Наз Саркар получил 30,5 %).
В 2017 году переизбран в своём прежнем округе, получив 48,9 % голосов. При этом по сравнению с выборами 2015 года он улучшил этот показатель на 1,3 %, а оставшаяся второй лейбористка Оливия Бэйли (Olivia Bailey) — на 9,4 %.
В 2012—2015 годах являлся заместителем председателя Консервативной партии, в 2017—2018 — младшим министром занятости, с 2018 — младшим министром жилищного строительства. Отвечал за формулирование политики правительства в контексте последствий пожара в здании Grenfell Tower.

### Работа в консервативных правительствах
24 июля 2019 года назначен министром международного развития при формировании правительства Бориса Джонсона.
13 февраля 2020 года перемещён во втором кабинете Джонсона на должность министра бизнеса, энергетики и промышленной стратегии.
8 января 2021 года освобождён от обязанностей министра предпринимательства, энергетики и промышленной стратегии с задачей полностью сосредоточиться на подготовке Великобритании к Конференция ООН по проблеме изменения климата, намеченной на ноябрь 2021 года (Шарма курировал эту тему с момента назначения министром предпринимательства). Во время конференции выступал в роли Президента собрания.
6 сентября 2022 года при формировании правительства Лиз Трасс вновь получил в своё ведение вопросы подготовки Великобритании к конференции ООН по проблеме изменения климата в ранге младшего министра аппарата правительства.
25 октября 2022 года по завершении правительственного кризиса был сформирован кабинет Риши Сунака, в котором Шарма сохранил прежнюю должность.